# التطليق للغيبة في القانون المصري
التطليق للغيبة في القانون المصري تطلبه الزوجة المصرية المسلمة من القضاء إذا تضررت من غياب زوجها عنها لمدة سنة أو أكثر بعذر غير مقبول، حتى ولو كان لها مال تنفق منه. والمقصود بغيبة الزوج هو غيابه في بلد آخر غير الذي تقيم فيه الزوجة، أما سكنه في بيت آخر غير بيت الزوجية من نفس البلد، فهو من الأحوال التي تدخل في نطاق الضرر وليس الغيبة. والتطليق في هذه الحالة يكون بائناً بينونة صغرى.

## أساسه الفقهي
يجيز فقهاء المالكية التفريق لغيبة الزوج، سواء كانت تلك الغيبة لطلب العلم أو للتجارة أو دون عذر؛ على أساس أن الزوجة تتضرر من الغيبة في كل الأحوال، كما جعلوا حد الغيبة هو سنة واحدة، ولو كان الزوج في مكان معلوم فإنه يتم إنذاره بالحضور ويتم التطليق بعدها إذا لم يحضر، وإذا كان في مكان مجهول لا تصل إليه الرسائل فإنه يتم التطليق في الحال. أما فقهاء الحنابلة، فقد جعلوا حد الغيبة 6 أشهر.

## أساسه القانوني
تنظّم المادة 12 و13 من القانون رقم 25 لسنة 1929، أحكام التطليق للغيبة على النحو التالي:
1. المادة 12: «إذا غاب الزوج سنة فأكثر بلا عذر مقبول، جاز لزوجته أن تطلب إلى القاضي تطليقها بائناً إذا تضررت من بُعده عنها، ولو كان له مال تستطيع الإنفاق منه».[1][4]
2. المادة 13: «إذا أمكن وصول الرسائل إلى الغائب، ضرب له القاضي أجلاً وأعذر إليه بأنه يطلقها عليه إن لم يحضر للإقامة معها أو نقلها إليه أو يطلقها، فإذا انقضى الأجل ولم يفعل ولم يجد عذراً مقبولاً، فرّق القاضي بينهما بتطليقة بائنة. وإن لم يمكن وصول الرسائل إلى الغائب، طلقها القاضي عليه بلا أعذار وضرب أجل».[1][4]

ويُستفاد من ذلك أنه يُشترط ما يلي لكي تطلب المرأة التفريق لغيبة الزوج:
1. أن يكون غياب الزوج بلا عذر مقبول.[2][5]
2. أن تتضرر بغيابه.[2][5]
3. أن تكون الغيبة في بلد غير التي تقيم فيه.[2][5]
4. أن تمر سنة فأكثر على غيابه.[2][5]
5. أن يتم إعذاره بتحديد أجَل العودة، أو أن تنتقل هي إليه، أو أن يطلّقها.[2][5]